# لوسی در آسمان
لوسی در آسمان (انگلیسی: Lucy in the Sky) یک فیلم در ژانر درام به کارگردانی نوآ هاولی است که در سال ۲۰۱۹ منتشر شد. از بازیگران آن می‌توان به ناتالی پورتمن، جان هم، دن استیونز، و زازی بیتز اشاره کرد.